# Saetgang (métro de Séoul)
Saetgang (en coréen : 샛강역) est une station, de correspondance, entre la ligne 5 et la ligne Sillim du métro de Séoul. Elle est située, 56 Yeouido-dong, dans l'arrondissement de Yangcheon-gu, à Séoul en Corée du Sud.
Ouverte en 2009, pour la ligne 9, et en 2022, pour la ligne Sillim, la station est desservie par les rames omnibus qui circulent sur la ligne 9 et par les rames automatiques de la ligne Sillim.

## Situation sur le réseau

Plan du réseau (2023)

Établie en souterrain, la station de correspondance Saetgang est située : sur la ligne 9 du métro de Séoul, entre les stations Yeouido, en direction du terminus Nord-Ouest Gaehwa, et Noryangjin, en direction du terminus Est HVHS Medical Center ; sur la ligne Sillim du métro de Séoul, c'est la station terminus nord, située avant la station Daebang, en direction de la station terminus sud Gwanaksan.

## Histoire
La station de passage Saetgang , de la ligne 9 est mise en service le 24 juillet 2009 lors de l'ouverture à l'exploitation de la première section de la ligne 9, de Gaehwa à Sinnonhyeon.
Elle devient une station de correspondance le 28 mai 2022, lors de l'ouverture à l'exploitation de la ligne Sillim de métro automatique dont elle est un terminus.

## Services aux voyageurs

### Accès et accueil
Située 56 Yeouido-dong, à proximité de l'intersection de la Yeouidaebang-ro la station dispose de quatre accès, numérotés de 1 à 4. Les relations piétonnes entre les différents niveaux s'effectuent par des escaliers, des escaliers automatiques et des ascenseurs. Elle dispose notamment d'automates pour l'achat de titres de transport.

### Desserte

#### Station de la ligne 9
Saetgang est desservie par les rames omnibus de la ligne 9.

Installations
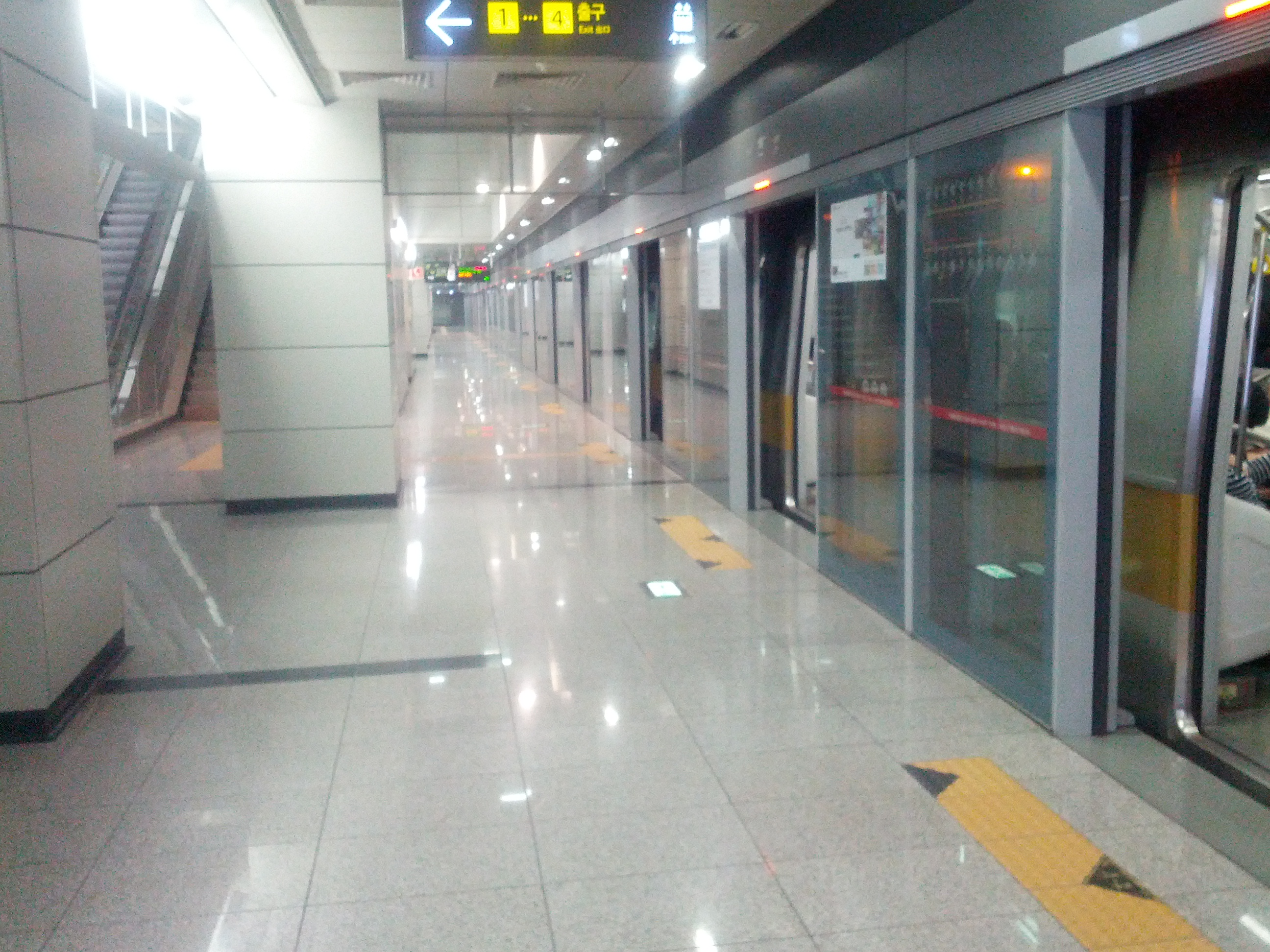
En 2013.
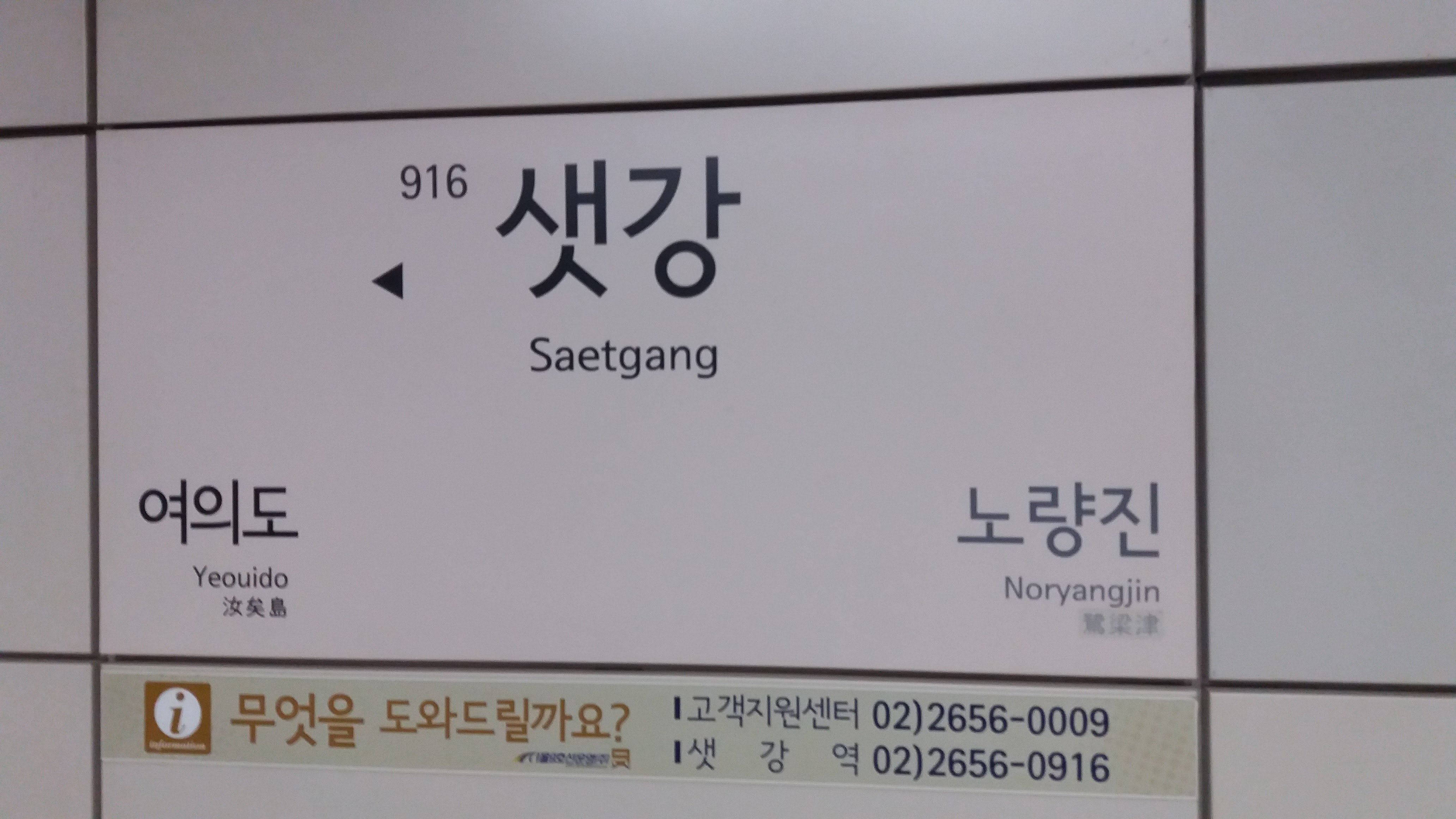
En 2016.
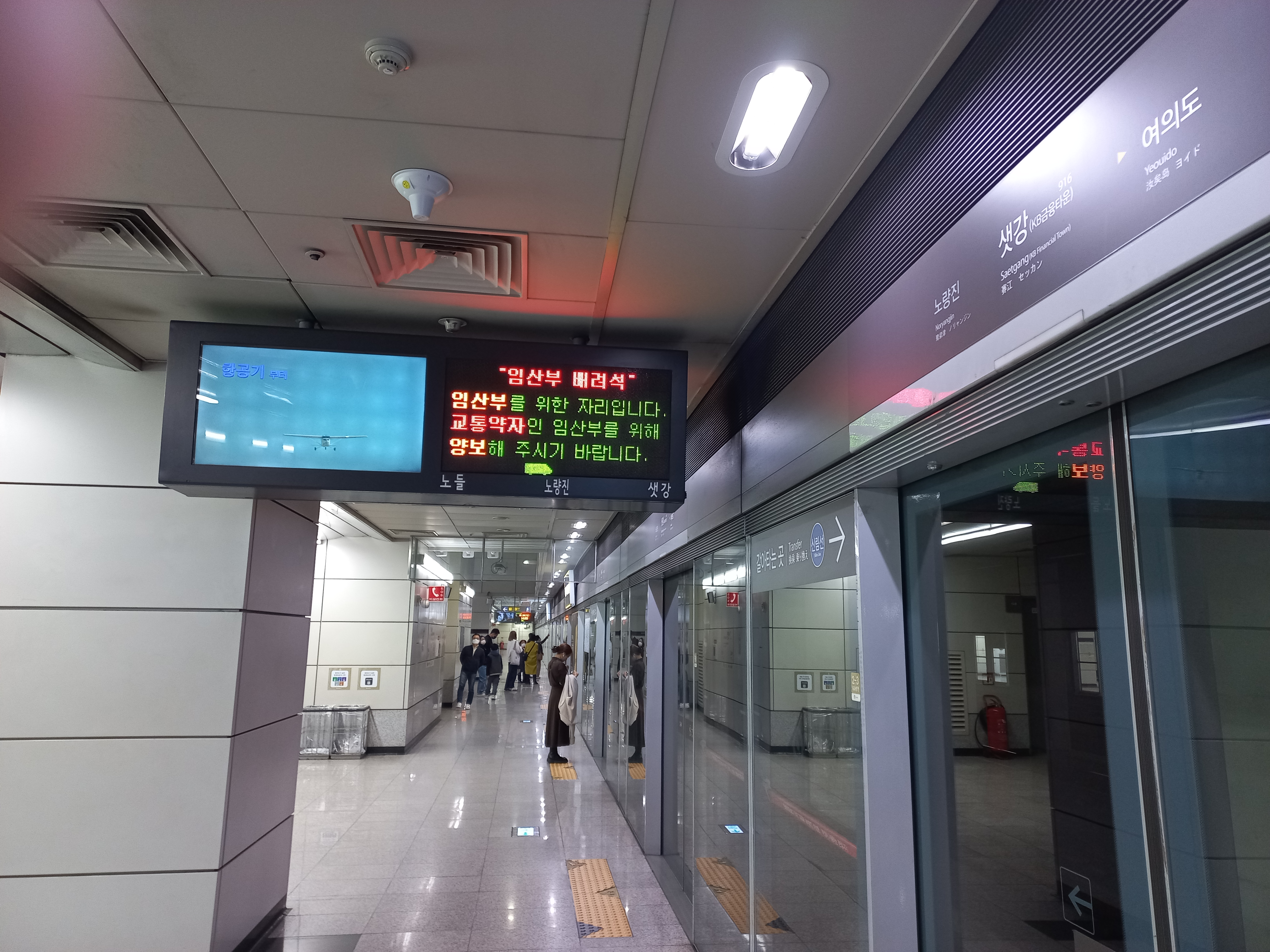
En 2023.

#### Station de la ligne Sillim
Saetgang est desservie par les rames automatiques de la ligne Sillim.

Installations
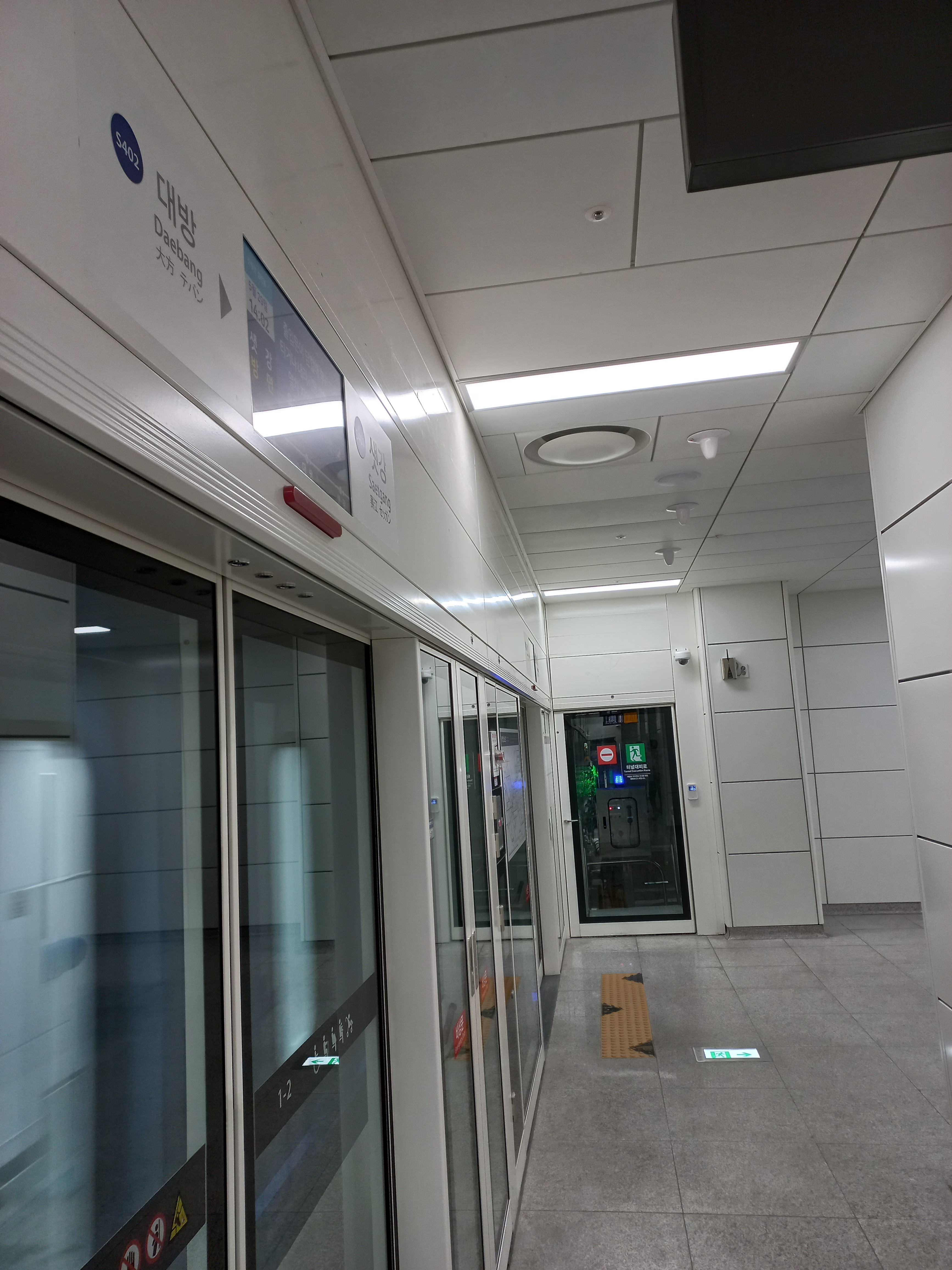
En 2022.
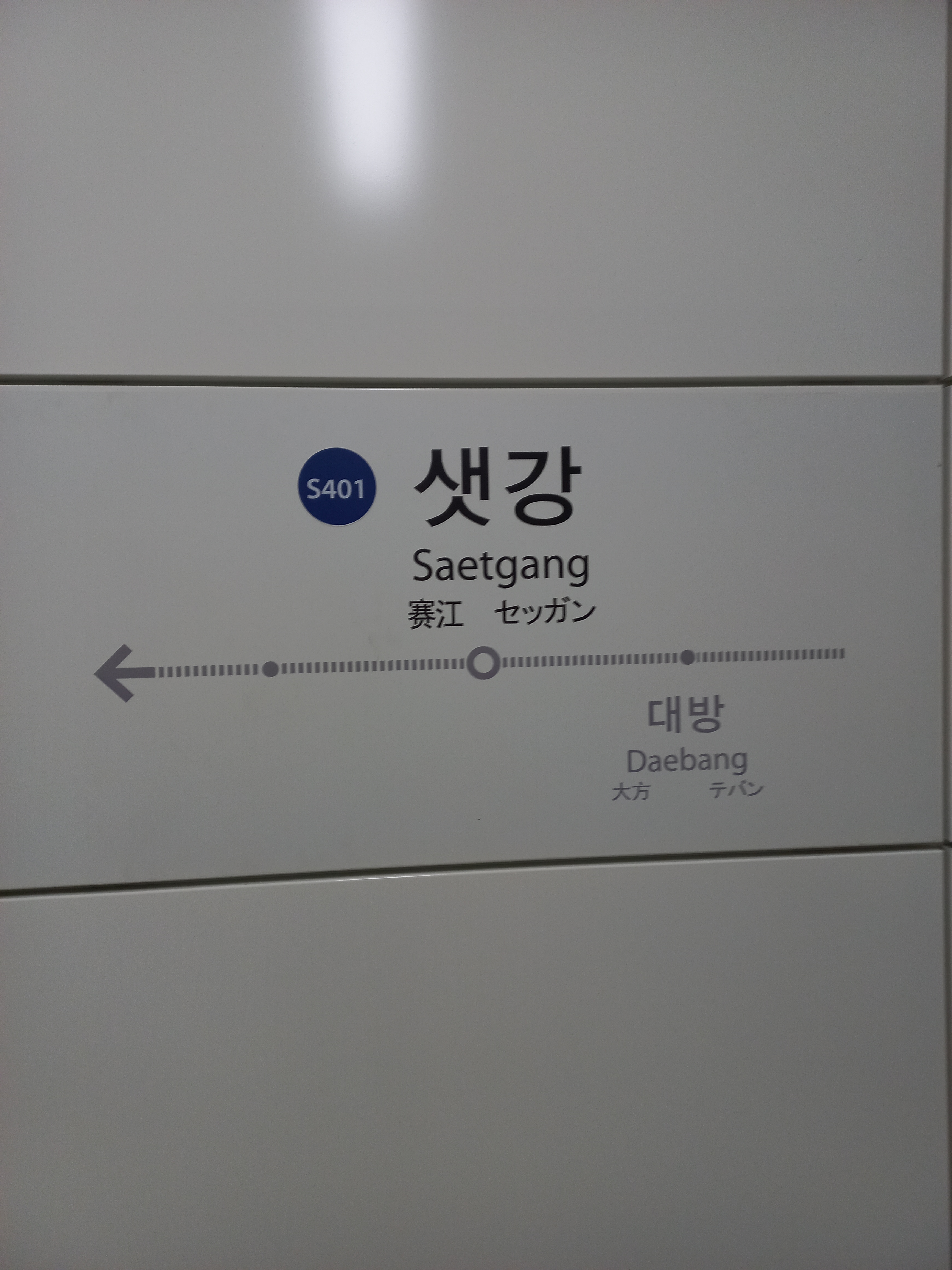
EN 2022.
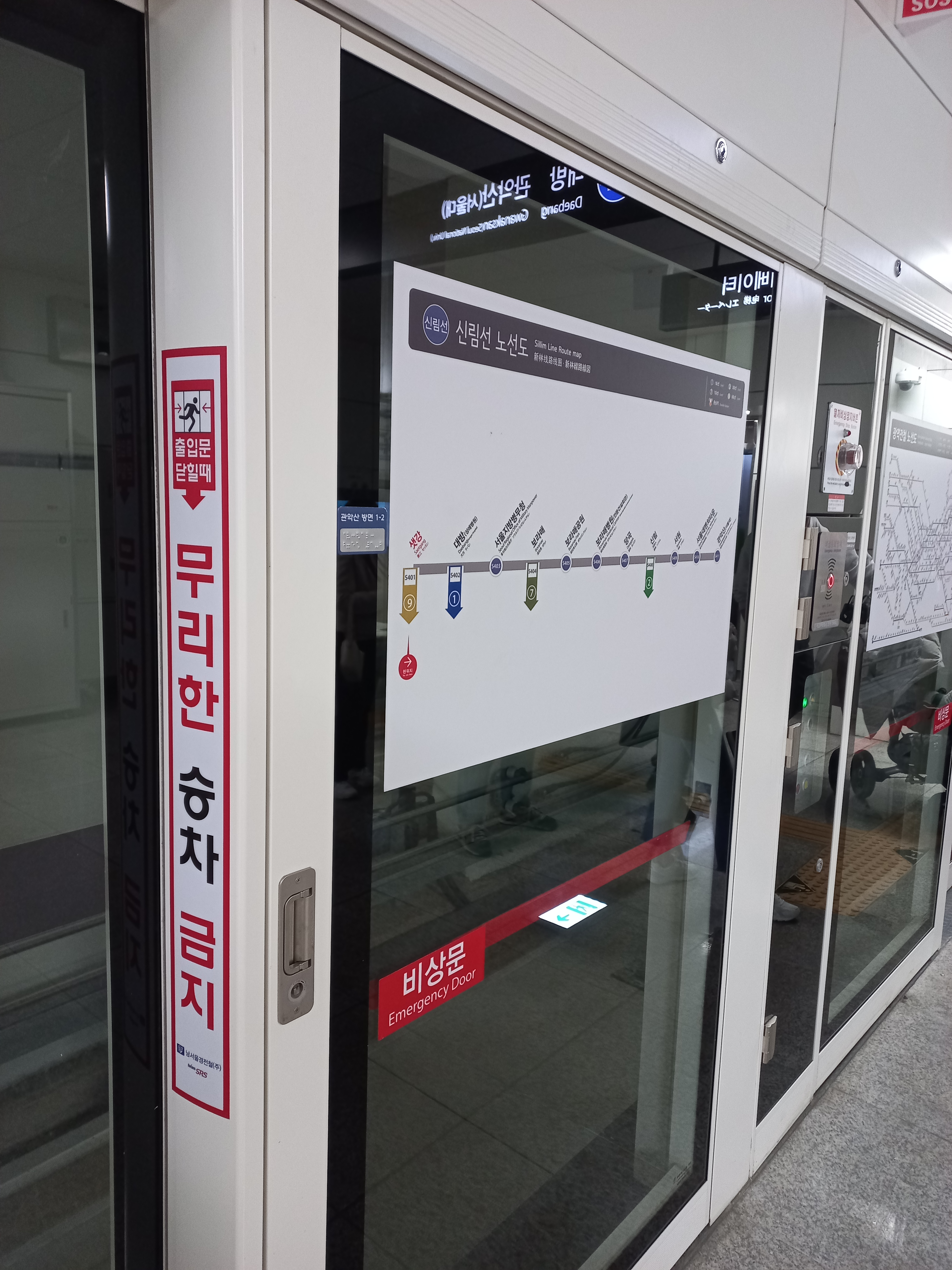
En 2023.

### Intermodalité
Des arrêts de bus urbains sont situés à proximité des accès.